# Frankenbergerius armatus
Frankenbergerius armatus är en skalbaggsart som beskrevs av Karl Henrik Boheman 1857. Frankenbergerius armatus ingår i släktet Frankenbergerius och familjen bladhorningar. Utöver nominatformen finns också underarten F. a. tuberculatus.